# Ussólie
Ussólie (en rus Усолье) és una ciutat de Rússia, del krai de Perm. Es troba a la vora del riu Kama, de la conca hidrogràfica del Volga. És el centre administratiu de la regió d'Ussólie. Es troba a 190 km al nord de la capital del territori, Perm.

## Història
La ciutat fou creada el 1606 prop de la ubicació de la salina de Nóvoie Ussólie. Fins a finals del segle xviii era el centre de les possessions de la família Stróganov, sobre el Kama, i fins al segle xix un centre de valorització de la sal als Urals (lloc que posteriorment prengueren Bereznikí i Solikamsk). Ussólie va rebre l'estatus de ciutat el 1940.

## Demografia
| 1926  | 1959   | 1970   | 1979  | 1989  | 2002  | 2008  |
| ----- | ------ | ------ | ----- | ----- | ----- | ----- |
| 8.900 | 11.800 | 10.100 | 7.900 | 9.500 | 6.144 | 5.378 |